# Syndrome de loge
 (août 2016).
Si vous disposez d'ouvrages ou d'articles de référence ou si vous connaissez des sites web de qualité traitant du thème abordé ici, merci de compléter l'article en donnant les références utiles à sa vérifiabilité et en les liant à la section « Notes et références ».
Le syndrome de loge ou syndrome des loges est une pathologie grave qui apparaît quand une augmentation de la pression survient au sein d’un compartiment ou loge musculaire.
Les loges sont les ensembles de tissus musculaires, vaisseaux sanguins, et nerfs des bras et des jambes. Chaque loge est entourée et soutenue par du tissu épais appelé septum intermusculaire. Étant donné que l’aponévrose n’est pas extensible, lorsqu’il y a un gonflement dans une loge, cela entraîne une pression contre les structures à l’intérieur de la loge. À terme, le sang circule moins bien. Ce phénomène perturbe la fonction et la viabilité des tissus contenus dans ce compartiment. Les lésions liées au syndrome de loges concernent principalement les muscles et les nerfs.

## Types
Le syndrome de loge aigu correspond aux symptômes aigus dus à l’augmentation brutale de la pression intramusculaire. Ceci entraîne une baisse de la vascularisation du tissu et une souffrance musculaire. À terme, cela peut créer un œdème qui diminue l’apport sanguin artériel à un organe. Le syndrome de loge aigu peut se développer :
- à la suite d'une fracture ;
- à la suite d'une blessure qui écrase le membre ;
- à la suite d'un hématome musculaire sévère ;
- à la suite du port d’un plâtre ou d’un bandage serré ;
- à la suite de la consommation excessive de drogues ;
- à la suite d'une électrisation (formes graves).

Le syndrome de Volkmann est la manifestation tardive de séquelles ischémiques entraînant une rétraction définitive des muscles de l’avant-bras.
Le syndrome de loge chronique correspond aux manifestations temporaires et réversibles liées à cette augmentation de pression intramusculaire. Il survient essentiellement chez le sportif : les pilotes de MotoGP par exemple, subissent des contraintes extrêmes sur les avants-bras qui font gonfler les muscles. Le muscle peut accroître son volume de près de 30% durant l’effort physiologique entraînant un conflit contenu-contenant chez certains sujets.

## Historique

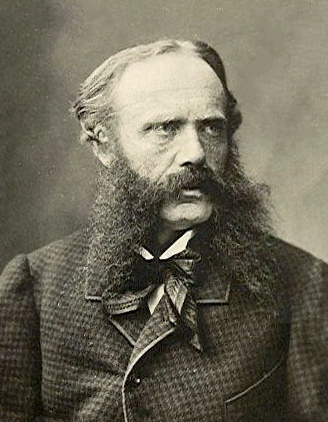
Photo de Richard von Volkmann vers 1880

Il faut considérer que la première description en date des syndromes des loges a été signée en 1872 par Volkmann. Sa première observation concernait d'ailleurs le membre inférieur. C’est en 1967 que Leach, Hammond et Stryker introduisirent le terme de compartment syndrome traduit en français par syndrome des loges.
En réalité, le syndrome de Volkmann est la conséquence du syndrome des loges si celui-ci n'est pas traité par une intervention chirurgicale de décharge.

## Classification des lésions

### Rappel anatomique
Les membres supérieurs et inférieurs sont faits de loges musculaires, compartiments cloisonnés par des parois ostéo-aponévrotiques ou fibreuses inextensibles dont le contenu est accompagné d’éléments vasculo-nerveux.
Toutes les loges topographiques peuvent être atteintes depuis la racine des membres jusqu’à leur extrémité, mais la jambe et l’avant-bras sont des sites électifs. Rappelons que la jambe comporte quatre loges et que l’avant-bras en comporte trois.

### Facteurs déclenchant

#### Classification étiologique

##### Chez l’enfant
Les causes les plus fréquentes sont la fracture supra-condylienne du coude et la traction pour fracture du fémur.

##### Chez l’adulte
Les causes sont surtout des fractures fermées enclouées à ciel fermé, les fractures ouvertes refermées sous tension, les traumatismes des parties molles, les compressions prolongées par coma, overdose ou crush syndrome ainsi que les œdèmes post-ischémiques après réparation vasculaire, pour résumer : un syndrome dit de revascularisation. Il peut également s’agir de contusions appuyées sans fracture.

##### Les cas particuliers
Les compressions iatrogènes : pantalons antichoc ou pose excessivement prolongée de garrot.

#### Classification pathogénique

##### Les causes qui diminuent le volume de la loge
Ce sont les pansements constrictifs, les plâtres trop serrés, la fermeture intempestive d’une déhiscence aponévrotique ou même de la peau. Il faut y ajouter les brûlures du 3e degré entraînant une compression par l’escarre cutanée rigide.

##### Les causes qui augmentent le volume du contenu
Ce sont les surcharges œdémateuses, les infiltrats hémorragiques ou hématomes compressifs ou encore la combinaison de tels facteurs.
Donc, deux sortes de facteurs extrinsèques et intrinsèques qui peuvent parfaitement se conjuguer.

### Dégâts anatomopathologiques
Contrairement aux formes chroniques, les formes aiguës se caractérisent par la non réversibilité de la souffrance tissulaire. Les lésions observées atteignent surtout les muscles et les nerfs.

#### L’atteinte musculaire
Jusqu’à la 4e heure, il y a inflammation, augmentation du poids du muscle progressivement croissant pour atteindre plus de 50 % avec dégénérescence cellulaire débutante mais réversible.
Après la 4e heure, les cellules vont d’autant moins survivre que le temps passe. Après la 8e heure, les dégâts sont quasiment irréversibles.
Entre le 3e et 4e jour, il existe une dégénérescence myofibrillaire.

#### L’atteinte nerveuse
La première atteinte en date est sensitive. Celle-ci est très précoce : dès la 30e minute. La réversibilité est fonction de la durée ainsi que de l’importance de l’ischémie et de la compression. En cas d’irréversibilité, les lésions nerveuses sont, dans la règle, associées à des lésions musculaires sévères.

## Physiopathologie

### Description du processus local
Quelle que soit la cause du conflit, contenant trop étroit, contenu trop volumineux ou association des deux, la résultante est l’équivalent de la pose d’un garrot : garrot externe, garrot interne.
Dans toutes ces circonstances, on observe une ischémie musculaire avec œdème et augmentation de volume du muscle provoquant une élévation de la pression intramusculaire résultant de la contre pression exercée par les parois inextensibles. Le flux sanguin capillaire diminue, ce qui aggrave encore l’ischémie d’où un cercle vicieux auto-entretenu.
L’association de l’ischémie musculaire à l’élévation de la pression au sein de la loge potentialise la souffrance musculaire. Heppenstall a montré que la destruction cellulaire est en effet bien plus importante lorsque ces deux facteurs sont réunis qu’en cas d’ischémie isolée.

### Conséquences générales physiopathologiques des lésions
Elles n’apparaissent, à vrai dire, que dans des circonstances bien particulières, le syndrome des loges s’intégrant dans un crush syndrome ou dans une ischémie aiguë vraie. L’ischémie musculaire libère de nombreux déchets toxiques : lactates, pyruvates, potassium, créatinine, myoglobine, ce qui provoque une acidose métabolique avec parfois insuffisance rénale aiguë.

## Traduction clinique

### Le syndrome des loges  aigu
Ses circonstances d’apparition sont extrêmement variées.

#### Les signes cliniques
1. La douleur : Maître symptôme pouvant manquer lors d'un coma par exemple, elle est sans commune mesure avec la lésion causale. Elle est diffuse à type de crampe, elle est accrue par des manœuvres d’étirement passif (stretching test).
2. La sensation objective de tension de la loge intéressée pouvant aller jusqu’à la rigor mortis où le membre est de bois, s’apparentant à une rigidité cadavérique.
3. L’examen neurologique objective un déficit sensitif : paresthésie, puis hypoesthésie, anesthésie enfin, traduction clinique de l’ischémie nerveuse. Le déficit moteur concerne non seulement la loge intéressée mais aussi plus tardivement les muscles distaux innervés par les nerfs comprimés.
4. Le pouls est présent, signe capital d’un syndrome des loges, sauf dans deux circonstances bien particulières : d’abord si la PIM ou pression intramusculaire est supérieure à la pression systolique, ensuite dans les formes consécutives à une ischémie aiguë de type I de Holden[5],[6].

La persistance du pouls est donc un argument en faveur du diagnostic d’un syndrome des loges car elle écarte l’éventualité d’une urgence vasculaire mais la réalité n’est pas si simple. En dehors du fait que la présence d’un pouls doit rassurer, la distinction est parfois malaisée entre les trois entités suivantes qui peuvent même parfaitement coexister : occlusion artérielle, syndrome des loges et neurapraxie associée au traumatisme, cette dernière étant une sidération nerveuse non pas lésionnelle, mais fonctionnelle.

#### Les examens complémentaires
Le diagnostic, en cas de doute, peut être confirmé, affiné par la prise de la pression intramusculaire (PIM) selon diverses techniques. Le procédé de Whiteside est le plus simple, mais d'autres matériels sont sans doute plus précis, comme les  cathéters à mèches de Mubarak, les cathéters fendus de Rorabeck, le STIC cathéter de Mac Dermott, ou encore les solid state transducer intracompartment qui sont des cathéters à capteurs[réf. souhaitée].
Il est convenu d’affirmer le diagnostic quand la PIM, qui varie normalement entre 0 et 8 mmHg, se situe au-dessus de 40 mmHg. En pratique, il vaut mieux mesurer la différentielle entre la PIM et la pression diastolique. Cette différentielle sonne l'alarme si elle est inférieure à 30 mmHg, ce qui est un seuil dangereux plus expressif que la simple valeur absolue de la PIM.
L’expérience montre qu’en pratique, ces prises de pression sont loin d’être indispensables[non neutre]. En revanche, si le pouls en aval est aboli, un doppler ainsi qu'une artériographie s’imposent. La mesure de la pression veineuse s’avère indispensable dans certains cas.

#### Les formes anatomocliniques

##### Le syndrome de Volkmann
Le syndrome de Volkmann n’est pas à proprement parler un syndrome des loges. Il est en réalité la traduction des séquelles d’un syndrome des loges de l’avant-bras traduit par une rétraction ischémique des muscles fléchisseurs des doigts à laquelle s’associe le plus souvent une atteinte neurologique de la main.
Le tableau typique concerne un enfant, voire un adulte porteur d’une fracture du coude ou de l’avant-bras traitée par un plâtre trop serré, le plus souvent circulaire. Dès le diagnostic de syndrome de menace de Volkmann, l’ablation du plâtre s’impose. Dans les formes graves, une décompression chirurgicale peut être nécessaire.
En cas de retard thérapeutique, les lésions musculonerveuses sont irréversibles. C’est le stade de nécrose, source de rétraction fibreuse où le membre est dans une position caractéristique : poignet fléchi, métacarpo-phalangiennes en hyperextension, interphalangiennes proximales en flexion. Le flexion du poignet autorise une extension des doigts, l’extension du poignet accentue la flexion des doigts invinciblement.
Divers auteurs ont proposé une classification selon la gravité de la rétraction. Seddon et Tsuge proposent trois stades de gravité croissante. Mais Zancolli propose quatre stades en se fondant sur l'état des muscles intrinsèques.
Selon la localisation, citons le Volkmann de la loge dorsale dont les signes sont inversés, le Volkmann du membre inférieur avec orteils en griffe.
Le diagnostic différentiel ne devrait pas se poser s’il n’existait de faux syndromes de Volkmann, décrits par Postel et Baudet, en rapport avec une rétraction due à des adhérences post-traumatiques des muscles fléchisseurs et non pas à une ischémie.

##### Le syndrome de Bywaters
Ce syndrome décrit par son auteur en 1945 chez des blessés londoniens ensevelis lors de la deuxième guerre mondiale, survient aujourd'hui dans d’autres circonstances qui ne revêtent pas le même caractère dramatique : chez des myopathes, chez des drogués en overdose ou chez certains opérés installés longtemps dans des postures particulières en chirurgie colorectale par exemple.
Il est dû à un écrasement prolongé d'un membre avec compression lente des masses musculaires. C'est le crush syndrome ou crush injury. La gravité de ce type de syndrome est l'atteinte rénale toujours redoutée.
Effectivement, si l'écrasement est prolongé, il persiste une menace différée dont la cible est rénale ; c’est une véritable épée de Damoclès suspendue sur la fonction rénale, menace qui comporte plusieurs composantes :
- une composante hémodynamique. Au choc hypovolémique initial va succéder, lors du dégagement d’un écrasé ou de la levée d’un garrot, une phase de revascularisation marquée par la libération de potassium et de myoglobine, le tout fonctionnant en anaérobiose doublée d'une acidose ;
- une composante rénale spécifique ;
- une composante de coagulation. La CIVD, ou coagulation intravasculaire disséminée, peut aboutir à une ischémie corticale rénale. La lésion rénale serait donc vasculaire et non pas tubulaire.

Au total, l’insuffisance rénale aiguë va favoriser la libération massive d’ions potassium, d’où hyperkaliémie majeure et risque d’arrêt circulatoire terminal.

##### Le syndrome des loges secondaire à une oblitération artérielle aiguë
Ce sont les lésions de type I de Holden, avec ischémie d’aval, ce qui est très différent du type II avec lésion directe du muscle dans sa loge. Ce syndrome, tout comme le syndrome de Bywaters, peut se compliquer de manifestations rénales en relation avec l’ischémie. Celles-ci peuvent encore s’accentuer lors de la revascularisation aggravant à un degré supplémentaire le cercle vicieux. Le laboratoire montre une hyperkaliémie et une hypercréatininémie assorties d'une élévation massive des CPK.

### Le syndrome chronique
Ses circonstances d’apparition sont totalement différentes. Il s’agit d’un syndrome d’effort chez un sportif excessivement musclé. La douleur est ici aussi le maître symptôme. Elle est parfois l’équivalent d’une claudication intermittente avec nécessité d’interrompre l’effort. Le diagnostic peut être également confirmé par la prise des pressions. Certains cas peuvent évoluer vers une forme d’allure aiguë.

## Traitement

### Buts et principes
Le but du traitement est de réaliser une décompression. Le principe se résume en un mot : aponévrotomie. Aucun traitement médical n’est de mise. Les médicaments sont non seulement inefficaces, mais dangereux par la perte de temps occasionnée. Pour un pilote de moto professionnel, cette opération peut être nécessaire plusieurs fois au cours de sa carrière.

### Indications thérapeutiques

#### Syndromes aigus
Si cela est dû à la présence d’un élément compressif comme un plâtre ou un bandage, il faut l’enlever. Ensuite il faut procéder à un traitement chirurgical : l’aponévrotomie qui consiste à l’ouverture de la loge. Le diagnostic est confirmé lorsque les masses musculaires jaillissent lors de l’incision. Il s'ensuit un parage musculaire c’est-à-dire le retrait des tissus morts, endommagés ou infectés pour améliorer le potentiel de guérison des tissus. Enfin, la fermeture cutanée ne peut être envisagée avant 5-6 jour.

##### Syndrome de Volkmann constitué
Au stade de séquelles invétérées, on a le choix entre une opération de Page-Scaglietti-Gosset ,, c’est-à-dire une désinsertion des muscles fléchisseurs des doigts et une opération de Seddon qui consiste en une excision des masses musculaires infarcies.

##### Syndrome  des loges avec ischémie aiguë
Dans ce cas, à l’aponévrotomie, il faut associer une restauration vasculaire

##### En cas d'écrasement de membre
Les dispositions qui précèdent ont toute leur place. Il s'y adjoint une antibiothérapie massive, une réanimation avec hémodialyse en cas de rein de choc, des excisions musculaires généreuses pour anéantir l'usine à potassium et éviter la pullulation microbienne tout en sachant que l'éventualité d'une amputation de sauvetage n'est jamais écartée.
Les buts thérapeutiques sont toujours les mêmes. Selon les vieux adages, il s'agit de sauver dans l'ordre : la vie, le membre, la fonction.

#### Syndrome des loges chronique
Lorsque le syndrome de loge est chronique, le médecin peut essayer des traitements non chirurgicaux tels que :
- la kinésithérapie pour étirer les muscles ainsi que les aponévroses ;
- la cessation de toute activité sportive jusqu’à l’atténuation des troubles ;
- les médicaments anti-inflammatoires.

Toutefois, l'intervention chirurgicale est généralement plus efficace que ces traitements. Elle consiste à pratiquer une petite incision dans l'aponévrose (aponévrotomie) ou à retirer une partie de l'aponévrose pour soulager la loge lors de l’augmentation de pression.

### Considérations techniques

#### En urgence
Il faut refuser tout geste sous-cutané. L'on commence par inciser la peau, puis l’aponévrose superficielle et éventuellement l’aponévrose profonde. Les tissus s'écartent d'eux-mêmes, laissant les muscles respirer à l'extérieur à la faveur d'une sorte de monstrueuse hernie.
Plusieurs techniques sont à disposition.
À la jambe, la voie longitudinale antéro-externe permet d'ouvrir les loges antérieure et externe. La voie longitudinale postéro-interne permet de décomprimer les deux loges postérieures.
La technique de Matsen décomprime les quatre loges par une seule incision externe, mais elle exige de désinsérer le soléaire de la fibula.
En pratique, la grande et longue incision postérieure est suffisante pour permettre aux muscles de respirer grâce à une libre expansion.
Si d'aventure la fermeture cutanée est possible, il faut se l'interdire et la remettre à plus tard. Ce ne serait là que la preuve d'une indication peut-être excessive qu'il ne faut sans doute pas regretter.
En post-opératoire, éviter la surélévation qui abaisserait la pression systémique locale. Au membre supérieur, la décompression est une très longue incision sinueuse antérieure brachio antébrachio palmaire.

#### Une fois l'urgence traitée
La couverture cutanée est différée de quelques jours, par greffe de peau ou par suture après rapprochement progressif des berges de la plaie selon la technique du lacet de soulier.
L'on peut s'aider également de la technique VAC ou vacuum assisted closure utilisant un film plastique transparent permettant une cicatrisation dirigée par pansement occlusif en pression négative.
L’oxygénothérapie hyperbare peut amoindrir l’œdème et la nécrose. Mais elle n'a qu'une valeur d'appoint.
La prévention des attitudes vicieuses s’impose par des attelles de posture en se méfiant des escarres aux points d’hyperpression. C'est ainsi qu'il est toujours un risque d'escarre plantaire en cas d’attelle anti-équin.

## Prévention
La prévention du syndrome de loge consiste à éviter les conditions qui mènent à une augmentation de la pression dans la loge musculaire. L’utilisation des techniques ci-dessous peut aider à prévenir le syndrome de loge :
- Pratiquer un échauffement musculaire aide à minimiser les risques de blessure.
- Les activités qui causent la douleur doivent être interrompues, surtout si la douleur ne peut pas être soulagée par ajustement de l’activité.
- Il est important également d’augmenter progressivement l’intensité et la durée des activités pour laisser au muscle le temps de s’adapter.
- L’étirement des muscles est également important car cela peut aider à alléger la pression dans le compartiment musculaire.

Le diagnostic et le traitement précoce aident à prévenir bon nombre des complications.
Dans le cas d’un port de plâtre, il est également conseillé d’aller voir son médecin si une douleur est présente.